# Adalbert de Magdebourg
Pour les articles homonymes, voir Adalbert.
Adalbert de Magdebourg, né vers 910, probablement en (Basse-) Lotharingie, et mort le 20 juin 981 à Zscherben près de Mersebourg en Saxe, est un missionnaire et historiographe qui fut le premier archevêque de Magdebourg de la création de l'archidiocèse en 968 jusqu'à sa mort. Canonisé, il est vénéré par la tradition chrétienne comme un apôtre des Sorabes et des Russes.

## Biographie
L'origine familiale d'Adalbert est inconnue ; des hypothèses ont été formulées sur une filiation des Popponides, les ancêtres de la maison franconienne de Babenberg. Vers l'an 950, il travaille auprès de la chancellerie de l'archevêque Brunon de Cologne, le frère cadet du roi Otton Ier. En 953, il est entré au service du roi. En 958 ou en 959, il entre au monastère bénédictin de Saint-Maximin de Trèves.
Sur la recommandation de l'archevêque Guillaume de Mayence, le roi Otton l'envoie en 961 diriger une mission évangélisatrice à Kiev, à la demande de la régente Olga, convertie à Constantinople en 957. Mais à Kiev, le fils d'Olga, Sviatoslav, qui est resté païen, prend le pouvoir. La mission est attaquée dès son entrée en Russie, des prêtres sont tués, et Adalbert échappe de peu à la mort. Il rentre à Mayence en 962 où il écrit la suite de la chronique universelle de Réginon de Prüm pour les années 907 à 967.

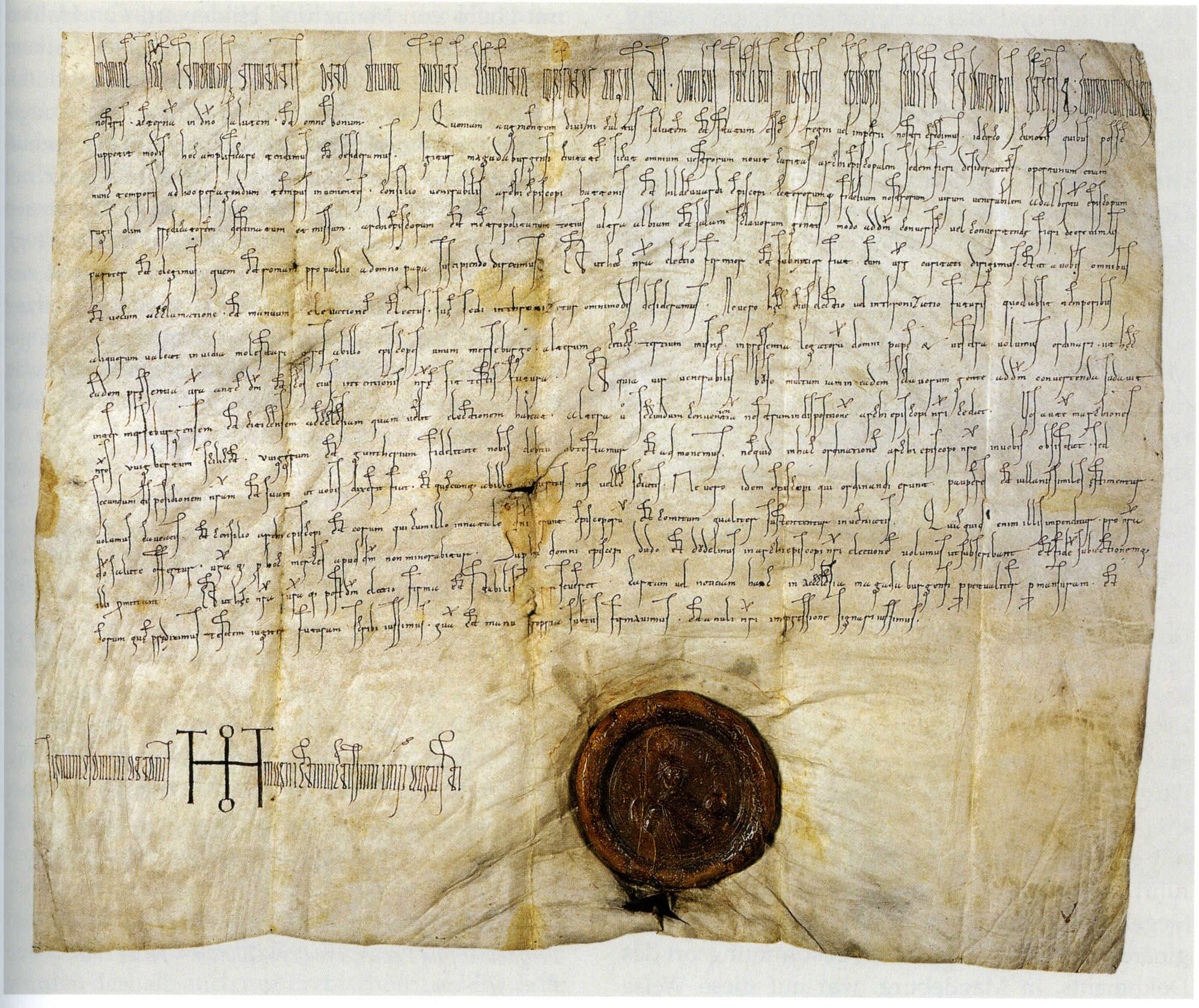
La charte de fondation de l'archidiocèse de Magdebourg, 968.

En 966, Adalbert est nommé par Otton Ier abbé de Wissembourg en Alsace. Il adopte la réforme monastique de l'abbaye de Gorze. En 967, il accompagne en Italie Otton, désormais empereur. Le pape Jean XIII confirme la fondation de l'archidiocèse de Magdebourg au synode de Ravenne en avril 967. Le 18 octobre 968, Adalbert devient le premier évêque titulaire du diocèse de Magdebourg avec le consentement du pape et de l'empereur, avec pour mission d'évangéliser les Slaves au-delà de l'Elbe.
Il fonde en 968 une école cathédrale dans son diocèse, où étudie à partir de 972 le futur Adalbert de Prague.
À sa mort en 981, il est inhumé dans la cathédrale de Magdebourg. Plus tard, il est canonisé. Sa fête est célébrée le 20 juin.